# 東山島
東山島（とうざんとう）は、中華人民共和国福建省漳州市南部に位置する島である。アモイ島から約200キロメートルくらい南に位置するところであり、現在リゾート開発をしている島がある。

## 地理
東山島の別名蝶島（ちょうとう）、陵島（りょうとう）とも呼ばれ、アモイとスワトウの二つの経済特区の間で、福建省で二番目に大きな島であり、福建省漳州市に属する。アモイ市、漳州市、泉州市の閩南三角経済区に位置し、東側に台湾、西側に詔安湾、東南部は有名な閩南港と広東港の交差点であり、北緯に八尺門防波堤を築い、雲霄県に隣接する。

## 歴史
明の時代、倭寇が度々銅山に侵入する。
明嘉靖二十八年（1549年）二月十一日、ポルトガル人が宮前湾に上陸する。
明崇禎六年（1633年）、オランダ人が銅山に侵入する。
清道光二十一年（1841年）五月、イギリス艦船が侵入し銅山沿海の脅迫する。
第二次世界大戦で日本の戦闘機が東山島の各地に繰り返し爆撃する。

## 東山島の防衛戦事件
国共内戦時、共産党と国民党の戦い国民党側が戦略的な東山島として支配している、その中、国民党の残った兵士たちが共産党の次々激しい戦争で失敗し、また、隊員不足で、退陣した国民党が東山島の地元から青年たちを逮捕して国民党の兵士になった。その時、東山島が解放し、戦争が終り、残った地元の若い人たちが一部台湾に住んでいる。

## 観光スポット
東山島は福建省の有名な風景名所のひとつ、東山島古称は銅山と呼ばれ、台湾海峡の西岸に位置し、周り海があり.現在リゾート開発をしている島がある。県の建設言葉は「国際旅行海島を目指し歩調を速めよ！」と呼ばれている。
- 関帝廟観光地
- 風動石観光地
- 黄道周記念館
- 東山博物館
- 寡婦村記念館
- 九仙山観光地
- 馬鑾湾観光地
- 烏礁湾観光地
- 東門嶼観光地
- 谷文昌園林

## 教育
- 大学なし
- 東山一中
- 東山二中
- 蘇峰中学
- 石斎中学
- 東山実験小学
- 銅陵中心小学（現在無し）
- 銅陵第四小学

銅陵中心小学、1936年に創立され、2010年8月、東山県銅陵中心小学は東山県銅陵銅興小学（文峰街烏墩262）に編入された。

## 言語
閩南語は閩南地方でよく話される。使い範囲はアモイ、泉州、漳州、台湾、浙江南部の一部、広東東部及び西部など、東南アジアでは福建語とも呼ばれる。
閩南語の一つとして、オーストロシア語族に属し、閩語東山島方言基礎はアモイの方言によって基礎されるかどうか今研究している。東山島の方言は別の閩南語より違い、話し方は口が重い、例えば東山には銅陵鎮の話し方と西埔の話し方の区別が二つあり、銅陵鎮の話し方は口が重くて、鼻声が短い、西埔鎮の音調は銅陵鎮の音調より少し軽くて長い。以前、東山島の県政府所在地は銅陵鎮にあり、銅陵鎮も城関といい、以後、県政府所在地は西埔に引っ越して行った、それで銅陵鎮は段々虚擬鎮になる。昔の西埔鎮は田舎であるので、発音を使うのは銅陵鎮の発音と少し違っている。

## 東山島方言の発音
東山島方言「ジャ」という発音は食べること。 例えば 「ジャテエ」＝「お茶を飲むこと」 「ジャパーウェ」＝「食事したの？」 「ジャパーラ」あるいは、「ジャホーラ」＝「ごちそうさまでした」
「ワー」＝「わたし」、「ワン」＝「私たち」あるいは「ナン」＝「私たち」 「リー」＝「あなた」、「イー」＝「あの人」あるいは「彼」 国籍の語彙 「リップンラン」＝「日本人」 「ヂョンコラン」＝「中国人」 「ハーンコラン」＝「韓国人」 「ビーコラン」＝「アメリカ人」 「ゴーロシラン」＝「ロシア」 「エンコラン」＝「イギリス人」 文法 「～シ～」＝「～は～です」 文 「ワン　シ　ヂョンコラン、イー　シ　リップンラン。」 日本語「私たちは中国人です、彼は日本人です。」 東山島方言として使い範囲は広い、アモイ、漳州の各県でも使われ、話された。台湾と比べ、大体意味が理解される。最近、研究によって、閩南各地に日本語と一部の語彙、部分の発音、よく理解され、特に一部の漢字、沖縄では風俗習慣や建築習慣など中国福建省各地の風俗習慣を結び、昔から琉球(沖縄)と関係をつける。東山島方言は日本語とある一部同じ、例えば「生魚片」＝「さしみ」の語彙で東山島方言の発音は「サシミ」、さしみつけるもの「ワサビ」、日本語の発音と同じである。

## 交通
八尺門大橋は雲霄県陳岱と東山島の間橋である。昔の戦争ときから、橋はなし、大陸へ海を渡しに侵攻する、戦争要塞であり、「この地理位置は大陸の咽喉を扼する」と呼ばれている。国共内戦とき、退陣した台湾本土の国民党は反攻大陸の目的として米国と連合し、作戦策略を決め、アメリカ指揮官によって、作戦策略を作った後、命令を出し、「今回の目標は東山島、この島を占領すれば、大陸の侵攻するから島の防衛するまで、わが軍に対しての有利せよ、その時、大陸の侵攻が可能することができる。」と発表された。

## 出身者
黄道周
明の時代末生まれで、漢族、字は幼玄、号は石斎、今の東山県の石斎中学は黄道周の号を用いられている。福建漳浦銅山出身（現在東山県銅陵鎮である）。明の時代末の書道家、文学家であり。代表作品に「儒行集伝」、「石斎集」、「易象正義」、「春秋揆」、「孝経集伝」など、清軍に抵抗した民族的英雄である。

## スポーツ
地元政府は東山島各地で国際旅行海島を目指し観光開発を行われる。
サーフィンは
馬鑾湾観光の一つスポーツ、国家サーフィン練習基地を指定され、有名である。
テコンドーは
東山県西埔鎮でテコンドーを練習する研修グループが次々創立され
伝統的な網を打つは
近年、東山島の伝統的な網を打つ活動が観光の一つとしても行われる

## 名産品
アスパラガス、
さんご礁、
海の木の彫刻、
貝殻細工
など

## 海産物
アワビ（東山島はアワビ基地として有名）
東風方斑螺(近年で次々養殖開始)
イカ、
タコ、
ウナギ、
ウニ（近年、野外海域で潜水し取るウニは東亜と東南アジアなど近く国へ輸出する）
貝、
牡蠣（カキなど韓国へ輸出する食材使用）
カニ、
ヒトデ、
エビ、
カブトガニ（貴重な動物を保護する、昔南門湾がいる）
アオがメ（東山島で亀の神に礼拝する習慣がある、貴重な動物を保護する）
蝦蛄(東山島の地元人々では蝦蛄や牡蠣など生で食べる習慣がある)
巴浪魚（地元の魚の名称である）

## 谷文昌の貢献
昔の県委書記であり、当時の東山島で人口が少なくて、島の周囲が砂である。大きな風が時々砂塵嵐になって、島の人々は困っている。その時、谷文昌は東山島を到着し地元の県委書記を担当する。島の地元が視察し見えると、島の地元条件は厳しい。谷文昌たちは新しい種類の木を選び、組織した地元の人々が植えはじめて大量的に新しい種類の木を植えこと、効果を高める。

## 地元の情報
東山島地元民の情報源によって「第二次世界大戦で日本軍用機事故の原因不明で二回目墜落し人は不明になって、国籍分からん、所在地が南の島であるそうだ。」と述べられた。
地元の声
魚をとる船で網で魚をとっていると、とった後、中に軍用爆弾があった、魚をとる人たちはびっくりし困っている。万一、爆弾が爆発したみんな死んでちゃったなあ、どうするの？急いで軍用爆弾を運び、岸の上へ行く。地元民は初めて見える、ドキドキし喜んでいる。でも、もう一つ人は考えた。もし、爆弾が爆発しないと、こんな鉄が大量に、金持ちになっただろう？最後みんなの意見が一致する。軍用爆弾を持ち、港へ破壊する決意を固める。破壊した軍事爆弾がすぐ爆発した。見えたい爆弾破壊したみんな、全部死んでいる。この事件は惨烈を極める。巨大な爆発の音が銅陵各地でも聞こるそうだ。（地元民の情報源より）